# UNESCO-Preise
Die UNESCO-Preise sind Auszeichnungen, die in der Regel jährlich oder zweijährlich von der Organisation der Vereinten Nationen für Erziehung, Wissenschaft und Kultur (UNESCO) in verschiedenen Themengebieten verliehen werden.

## Preise

### Naturwissenschaften
Mehrere der nachstehenden UNESCO-Wissenschaftspreise (World Science Awards) werden im Rahmen des jährlichen Welttages der Wissenschaft (10. November) vergeben.
- Kalinga-Preis für die Popularisierung der Wissenschaft (Kalinga Prize for Popularization of Science)
- UNESCO-L’Oréal-Preis (verliehen im Rahmen des L'Oréal-UNESCO For Women in Science Programme)
- Sultan-Qabus-Preis für Umweltschutz (UNESCO Sultan Qaboos Prize for Environmental Conservation)
- UNESCO-Russia Mendeleev International Prize in Basic Science
- Carlos-J.-Finlay-Preis für Mikrobiologie (UNESCO-Carlos J. Finlay Prize for Microbiology)
- UNESCO Equatorial Guinea International Prize for Research in the Life Sciences
- UNESCO-Al Fozan International Prize for the Promotion of Young Scientists in Science, Technology, Engineering and Mathematics

### Gesellschafts- und Geisteswissenschaften
- UNESCO-Uzbekistan Beruniy Prize
- UNESCO-Sharjah Prize for Arab Culture
- UNESCO-Madanjeet-Singh-Toleranzpreis (UNESCO-Madanjeet Singh Prize for the Promotion of Tolerance and Non-Violence)
- Juan-Bosch-Preis (UNESCO/Juan Bosch Prize for the Promotion of Social Science Research in Latin America and the Caribbean)
- Simón-Bolívar-Preis (International UNESCO/Simón Bolívar Prize)
- José-Martí-Preis (International UNESCO/José Martí Prize)
- UNESCO-UNAM/Jaim Torres Bodet Prize in social Sciences, Humanities and Arts
- Avicenna-Preis für Wissenschaftsethik (UNESCO Avicenna Prize for Ethics in Science)

### Erziehung
- UNESCO Prize for Girls' and Women's Education
- UNESCO Confucius Prize for Literacy (benannt nach Konfuzius)
- UNESCO King Sejong Literacy Prize (benannt nach dem koreanischen König Sejong)
- UNESCO-Hamdan Prize for Teacher Developement
- UNESCO ICT in Education Prize (auch: König-Hamad-ibn-Isa-Al-Chalifa-Preis)
- UNESCO-Japan-Preis für Bildung für nachhaltige Entwicklung

### Kommunikation und Information
- Jikji-Weltdokumentenerbe-Preis (UNESCO/Jikji Memory of the World Prize), im Rahmen des UNESCO Memory of the World Programme
- UNESCO/Emir Jaber Al Ahmad Al Jaber Al Sabah Prize for Digital Empowerment of Persons with Disabilities
- UNESCO/Guillermo Cano World Press Freedom Prize

### Kultur
- the UNESCO-Bangladesh Bangabandhu Sheikh Mujibur Rahman International Prize for the Creative Economy
- Félix Houphouët-Boigny UNESCO Peace Prize

### Inaktive UNESCO-Preise
Folgende Preise werden derzeit nicht oder gar nicht mehr verliehen (Auswahl):
- UNESCO-Preis für Friedenserziehung (1981–2013)
- IMC-UNESCO-Musikpreis
- UNESCO Prize for Children’s and Young People’s Literature in the Service of Tolerance (dt.: UNESCO-Preis für Kinder- und Jugendliteratur im Dienst der Toleranz)
- UNESCO/Francoise Gallimard Prize for Young Writers Expressing the Tensions and Hopes of Our Time, benannt nach einem Mitglied der französischen Verlegerfamilie Gallimard
- Pacha Prize (Preis für Immaterielles Kulturerbe, unterstützt von Bolivien)
- Malcolm-Adiseshiah-Preis (Malcolm Adiseshiah International Literacy Prize), benannt nach dem Inder Malcolm Adiseshiah
- Nessim-Habif-Preis (Nessim Habif Prize, Prix mondial Nessim Habif), Preis der Universität Genf für hervorragende Leistungen in medizinisch-biologischer Forschung, benannt nach dem Türken Nessim Habif
- Noma-Alphabetisierungspreis (Noma Prize for Meritorious Work in Literacy), benannt nach dem Japaner Shoichi Noma, dem Gründer des Verlages Kōdansha
- UNESCO-ROSTSCA Awards for Young Scientists (Nachwuchswissenschaftler-Preis des UNESCO-Regionalbüros für Wissenschaft und Technologie in Süd- und Zentralasien (Regional Office of Science and Technology for South and Central Asia))
- UNESCO Web Prize
- The Mohammed Reza Pahlavi Prize for Literacy  (Alphabetisierungspreis, verliehen 1967–1978, gestiftet von der Regierung des Iran, benannt nach Mohammad Reza Pahlavi)
- The Iraq Literacy Prize (Alphabetisierungspreis, verliehen 1980–1991, gestiftet von der Regierung des Irak)
- The Nadezhda K. Krupskaya Prize for Literacy (Alphabetisierungspreis, verliehen 1969–1991, gestiftet von der Regierung der UdSSR, benannt nach der Russin Nadeschda Konstantinowna Krupskaja)